# Pierre-Philippe Blaser
Pierre-Philippe Blaser (* 1968) ist Schweizer Pfarrer und seit 2012 Synodalratspräsident der Evangelisch-reformierten Kirche des Kantons Freiburg.
Pierre-Philippe Blaser stammt aus dem Kanton Neuenburg, hat unter anderem in Brüssel evangelische Theologie studiert und war Pfarrer in den Kirchgemeinden Châtel-Saint-Denis und Môtier-Vully. Beide Stellen teilte er sich mit seiner Frau. Auf der Synode der Freiburger Kantonalkirche vom 4. Juni 2012 wurde er als Nachfolger von Daniel de Roche zum Synodalratspräsidenten gewählt. Bereits zuvor war er Mitglied des Synodalrates.
Am 18. Juni 2018 wurde er zudem für die Legislatur 2019–2022 in den Rat der Evangelisch-reformierten Kirche Schweiz gewählt.